# Derby (míssil)
O Derby (inicialmente conhecido como Alto ou ISRAAM) é um míssil BVR (Beyond Vision Range, ou seja, de alcance além do visual) desenvolvido pela empresa israelense RAFAEL Armament Development Authority.

## Descrição
Os mísseis BVR permitem abater uma aeronave inimiga a uma distância muito superior aos mísseis de curto alcance, representando uma revolução na guerra aérea. O uso deste armamento em conjunto com um poderoso radar possibilita a uma aeronave destruir uma esquadrilha inimiga antes mesmo de ser detectado por esta.
Com o desenvolvimento do míssil Raytheon AIM-120 AMRAAM pelos Estados Unidos e do R-77 pela Rússia, a Força Aérea Israelense tentou adquirir este novo tipo de armamento para se adequar ao novo cenário de combate. Diante da negativa americana, os israelenses desenvolveram o seu próprio míssil, o Derby, com a experiência adquirida anteriormente no desenvolvimento de mísseis de curto-alcance. O míssil israelense Python III, por exemplo, é utilizado pela Força Aérea Brasileira.
Extraoficialmente, é sabido que o míssil foi desenvolvido em conjunto com a empresa sul-africana Kentron (atualmente, Denel Aerospace Systems). O míssil R-Darter da Kentron seria idêntico ao Derby, sendo que o último possui ligação de dados com a aeronave lançadora (Datalink), o que permite que esta altere o curso do míssil após o lançamento.
Após o início do projeto, os EUA liberaram a exportação do AIM-120 para Israel. Apesar de adquirir o míssil, para fugir de limitações impostas pelos americanos e pelo potencial de exportação do equipamento, a Rafael continuou o desenvolvimento.

## Operadores
Brasil
Em 2006, a Força Aérea Brasileira adquiriu 38 mísseis para equipar suas aeronaves F-5 modernizadas por um custo de 21 milhões de dólares. O peso reduzido do míssil em relação a seus concorrentes facilita a sua integração em aeronaves menores como o F-5 sendo o primeiro Míssil tipo BVR a ser utilizado pela Força Aérea Brasileira.
Não se sabe se a força aérea irá futuramente adquirir mais lotes desses mísseis.
 Chile
A forca aérea chilena ao que tudo indica adquiriu lotes desses mísseis para armar seus caças  F-16 C/D Block 50/52, F-16 AM/BM juntamente com mísseis de fabrico Norte-Americano  AIM-120C AMRAAM.
E até agora ao que e de conhecimento público não foi divulgado a quantidade nem operacionalidade desse míssil.

## Outros Meios

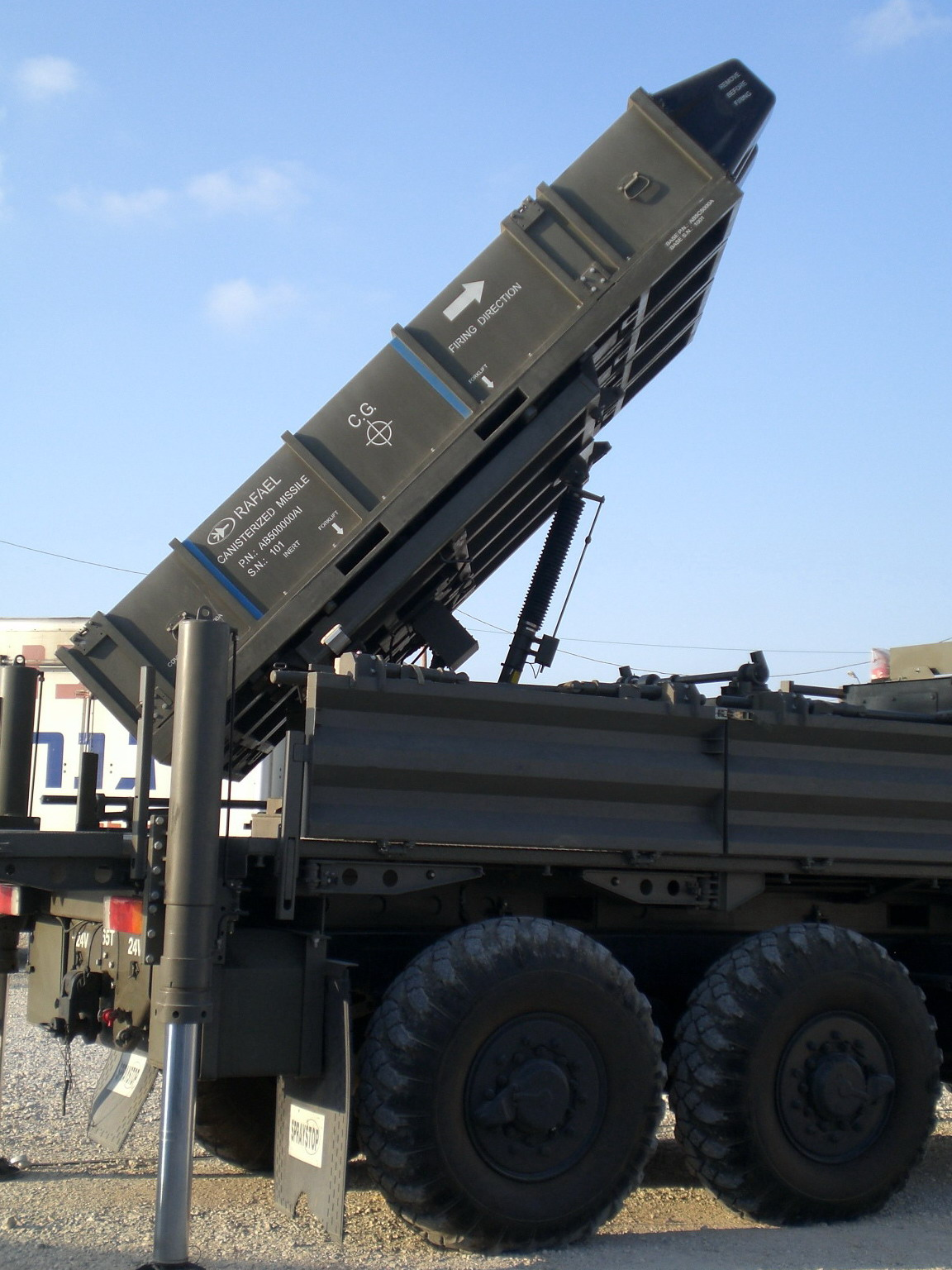
Sistema Spyder-SR

O míssil também e utilizado pelo Sistema de Defesa Aérea Fabricado pela Rafael Spyder-SR, vendidos para a Índia.